# Botnica
Die Botnica ist ein estnischer Mehrzweckeisbrecher, die im Winter als Eisbrecher auf der Ostsee und im Sommer als Versorger für Offshoreanlagen eingesetzt wird. Der Rumpf und der Antrieb sind für den Eisbruch optimiert, die Aufbauten gleichen denen eines Versorgers.
Das Schiff wurde 1997/98 auf der finnischen Werft Aker Finnyards für die finnische Schifffahrtsverwaltung gebaut. Die Kiellegung fand am 2. September 1997, der Stapellauf am 20. Februar 1998 statt.
Betrieben wurde das Schiff unter finnischer Flagge zunächst von der Finnish Shipping Enterprise (FINSTASHIP) und später von der Arctia Offshore, einem Unternehmen der Arctia Shipping, bereedert. Seit Ende 2012 wird das Schiff unter der Flagge Estlands betrieben. Es wurde zunächst von Tschudi Ship Management und seit Anfang 2013 von TS Shipping bereedert.
Der Antrieb ist dieselelektrisch. Für die Stromerzeugung stehen zwölf Caterpillar-Dieselmotoren zur Verfügung, die mit insgesamt 12 MW Leistung sechs ABB-Generatoren antreiben. Die beiden Antriebsmotoren treiben mit jeweils 5 MW Propellergondeln an, die achtern unter dem Schiff angebracht und unabhängig voneinander steuerbar sind. Der Pfahlzug wird mit circa 117 Tonnen angegeben.